# Lămâie verde

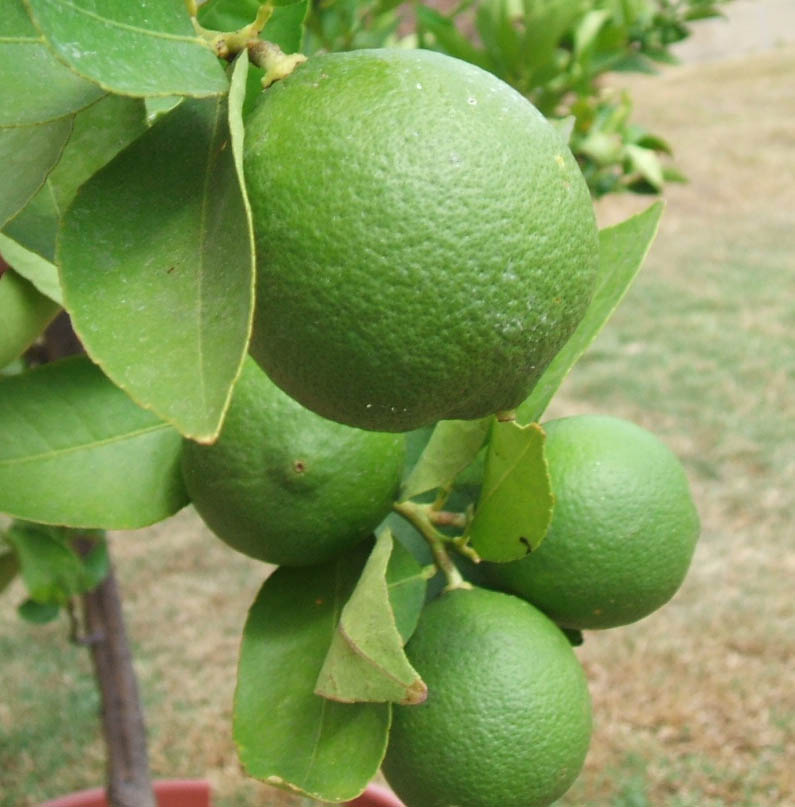
Lămâi verzi

Lămâia verde, numită și limetă (limete, la plural) sau lămâie dulce, este un fruct citric care conține acid ascorbic (29 mg /100 g fruct ).